# Массовые перемещения населения накануне, в ходе и по окончании Второй мировой войны
Межвоенный период, канун и период Второй мировой войны, а также послевоенный период характеризуется массовыми перемещениями населения на территориях как воевавших сторон, так и нейтральных стран, которые охватили: массовые миграции, выдачи, выдворения, депортации, изгнания, интернирования, марши смерти, национальные операции, обмены, репатриации, репрессии, эвакуации, этнические чистки и прочие формы перемещения населения, характеризующиеся различной степенью принуждения применяемой по отношению к переселяемым групповым общностям, прежде всего, по национальному признаку, в меньшей степени по другим факторам коллективной идентичности.

## Австрия
- Блайбургская выдача

## Канада
- Интернирование японцев
- Интернирование итальянцев

## Польша
- Мадагаскарский план
- Декреты Берута
- Изгнание немцев
- Изгнание меннонитов
- Выселение украинцев из Польши в УССР
- Переселение белорусов и поляков
- Операция «Висла»

## Румыния
- Бэрэганские депортации
- Обмен населением с Болгарией
- Репатриация немцев Северной Добруджи
- Депортация румынских немцев в СССР
- Эвакуация немецкого населения Транснистрии

## СССР
- Постановление № 7161
- Депортация финнов-ингерманландцев
- Депортация поляков
- Депортация еврейских беженцев
- Депортация курдов
- Депортация корейцев
- Репатриация галицийских немцев
- Репатриация балтийских немцев
- Депортации из Литовской ССР
- Депортации из Эстонской ССР
- Депортация финнов
- Выселение финского населения
- Июньская депортация 1941 года
- Депортация греков
- Депортация немцев
- Депортации 1943—1944 гг.
  - Карачаевцы
  - Калмыки
  - Балкарцы
  - Кабардинцы
  - Крымские татары
  - Турки-месхетинцы
  - Чеченцы и ингуши
  - Депортация венгров и немцев Закарпатья
- Депортации с 1945 г.
  - Перемещение пленных венгров в советские концлагеря
  - Перемещение пленных американцев в советские концлагеря
  - Депортация немецкого населения Калининградской области
  - Дети-волчата
  - Депортация азербайджанцев из Армении
  - Операция «Запад» (украинцы)
  - Операция «Весна» (литовцы)
  - Операция «Юг» (молдаване)
  - Большая мартовская депортация
  - Депортация из западных районов Псковской области

## США
- Интернирование японцев
- Интернирование немцев
- Интернирование итальянцев

## Третий рейх
- Мадагаскарский план
- План «Ниско-Люблин»
- Збоншинское выдворение
- Бегство польских евреев в Японию
- Жизненное пространство на Востоке
- Эвакуация Восточной Пруссии
- Эвакуация из центральной и восточной Европы

## Финляндия
- Депортации евреев
- Репатриация ингерманландцев в СССР
- Эвакуация населения Финской Карелии

## Франция
- Борегар

## Чехословакия
- Декреты Бенеша
- Изгнание немцев
  - Анклав Иглау[англ.]
- Брюннский марш смерти

## Югославия
- Изгнание итальянцев
  - Поезд позора[итал.]
- Репатриация боснийских поляков

## В различных странах
- Депортация немцев после Второй мировой войны
  - Депортация дунайских швабов
- Репатриация некоренного населения Западной Европы после Второй мировой войны
- Выдача казаков
- Депортация населения Науру
- Переселение восточных немцев в Намибию и Южную Африку
- Послевоенная иммиграция в Австралию
- Изгнание чамов из Греции[англ.]
- Операция «Шемрок»
- Операция «Чёрный тюльпан»[англ.]
- Эвакуация населения Северной Норвегии